# She Past Away
She Past Away – turecki gothic rockowy zespół założony w 2006 r. w Bursie.

## Historia
Grupa została założona w roku 2006 w Turcji przez Volkana Canera i Idrisa Akbuluta. Nie był to ich debiut, obaj muzycy byli wcześniej aktywni w innych mało znanych zespołach, które nie odniosły jednak sukcesu. Jak wyjaśnił sam Akbulut, zależało im na zmianie stylu z death metalu do indie rocka. Wraz z powstaniem She Past Away zapadła też decyzja o prezentowaniu utworów w języku tureckim. Muzycy stwierdzili, że będzie im dużo łatwiej tworzyć i wyrażać siebie w swym rodzimym języku w porównaniu z językiem angielskim jakiego używali w poprzednich projektach.
W roku 2009 zespół wystąpił na żywo w rodzinnym mieście w Bursie, nie odniósł jednak większego sukcesu co tłumaczono niewielką tamtejszą społecznością zainteresowaną tego typu muzyką. Grupa postanowiła więc przenieść się do Stambułu gdzie podpisała kontrakt z wydawnictwem Remoov Records. Współzałożycielem tej firmy był Doruk Öztürkcan, który z czasem stał się pełnoprawnym członkiem zespołu podczas występów na żywo.
W roku 2010 ukazała się pierwsza EP-ka Kasvetli kutlama, a trzy lata później debiutancki Belirdi Gece, który został ich pierwszym międzynarodowym wydawnictwem. Album ten, z wyjątkiem Turcji, gdzie ukazała się wydana przez Remoov Records wersja winylowa był rozprowadzany początkowo wyłącznie w postaci cyfrowej. Płyta zyskała przychylne opinie i zyskała dużą popularność co umożliwiło zespołowi występy w większości europejskich krajów oraz w Meksyku. Warto dodać, iż sam Öztürkcan przyznaje, że popularność na koncertach po części przyniosło im ich pochodzenie, traktowani są oni na festiwalach jako swego rodzaju „egzotyczny bonus”. Jednakże pomimo związku z pochodzeniem a sukcesami, sam zespół nie chce być dłużej pod wpływami tureckimi, i mimo iż z powodu międzynarodowego sukcesu są tolerowani w Turcji nie przekłada się to jednakże na jakiekolwiek ułatwienia w tym kraju. Rok po pierwszej emisji debiutanckiego albumu pojawiła się jego międzynarodowa reedycja emitowana przez grecką firmę Fabrika Records a następnie inne wydania tego coraz bardziej popularnego zespołu.
W roku 2015 Akbulut opuścił grupę. Zespół w tym czasie został zaangażowany przez belgijskiego projektanta mody Krisa Van Assche do stworzenia oprawy muzycznej letniej kolekcji firmy Dior. Również w tym samym roku powstaje drugi album grupy zatytułowany Narin Yalnızlık.
Zespół jest częstym gościem festiwali takich jak Wave-Gotik-Treffen czy Amphi Festival. W Polsce zespół wystąpił 18 lipca 2014 roku i 13 lipca 2024 roku podczas Castle Party w Bolkowie oraz 14 października 2016 roku podczas Return To The Batcave Festival we Wrocławiu.

## Styl muzyczny
Zespół znany jest ze swego brzmienia darkwave o post-punkowych korzeniach i typowo gotyckiego image członków podczas występów na żywo. Akbulut opisuje muzykę She Past Away jako znajdującą się „pod silnym wpływem muzyki lat '80”, szczególnie odnoszącą się do zimnej fali i korzystania z automatów perkusyjnych. Jego zdaniem jest to muzyka zimna i monotonna. Twierdzi jednak, że nie ma jednego zespołu którym inspirował by się She Past Away. Prócz Sisters of Mercy Andrew Eldritcha można za inspirację też uznać DAF czy Grauzone. Według portalu Post-Punk.com twórczość grupy zawiera skojarzenia z takimi zespołami jak The Cure, The Sisters of Mercy i Joy Division, w połączeniu z nowym, świeżym elementem dźwiękowym.

## Dyskografia

### Albumy studyjne
(wg discogs.com).  
- 2010: Kasvetli Kutlama (EP, Remoov Records)
- 2012: Belirdi Gece (Album, Remoov Records)
- 2015: Narin Yalnızlık (Album, Remoov Records)
- 2019: Disko Anksiyete (Album, Fabrika Records)
- 2020: X (Album, Fabrika Records)
- 2020: Part Time Punks Session (Album, Fabrika Records)